# Porezen
Porezen (1630 m) je najvišji vrh Cerkljanskega hribovja z lepim razgledom na okoliško hribe. Pobočja na južni in zahodni strani so bogata z gorskim cvetjem, medtem ko so severna in vzhodna pobočja porastla z gozdovi. Na vrhu so ostanki labirinta podzemnih rovov, ki povezujejo utrdbe na severni in vzhodni strani Porezna. Utrdbe so bile del italijanskega sistema utrdb z imenom Alpski zid (Vallo Alpino), ki so jih zgradili Italijani pred drugo svetovno vojno na mejnem območju s Kraljevino Jugoslavijo.

## Dostopi
- iz Cerknega čez Poče (3.30 h)
- iz Podbrda (3.30 - 4 h)
- iz Davče, mimo pobočja Cimprovke (2 h)

## Spomenik NOB
Na vrhu stoji spomenik dogodkom 24. in 25. marca 1945, ko je v bitki z delom 14. SS policijskega polka padlo 36 članov Kosovelove brigade, Gorenjskega vojnega področja, Inženirsko-tehničnega bataljona XXXI. divizije in drugih partizanskih skupin, 145 (po nekaterih navedbah 106) pa jih je bilo zajetih in usmrčenih.